# Гедыгушев, Ахмед Умахожевич
Ахмед Умахожевич Гедыгушев (1906—1989) — советский партийный и государственный деятель, председатель Черкесского облисполкома (1949—1951).

## Биография
Служил в РККА во время Великой Отечественной войны (68-й зсп СКВО, 98-й зсп 37-й зсд ПриВО).
- 1949—1951 гг. — председатель Исполнительного комитета Областного Совета Черкесской автономной области
- 1954—1956 гг. — первый секретарь Икон-Халкского районного комитета КПСС (Черкесская автономная область).
- 1957—1960 гг. — заведующий Карачаево-Черкесским областным отделом коммунального хозяйства.

Избирался депутатом Верховного Совета РСФСР 3-го созыва.